# Ljubomir Epitropow
Ljubomir Epitropow (bulgarisch Любомир Епитропов, wiss. Transliteration Ljubomir Epitropov; * 27. April 1999 in Weliko Tarnowo) ist ein bulgarischer Schwimmer. Er gewann bis 2024 bei Schwimmeuropameisterschaften auf der Langbahn einmal Gold.

## Sportliche Karriere
Ljubomir Epitropow studierte zunächst an der East Carolina University und dann an der University of Tennessee, wo er 2023 in Kinesiologie graduierte. Für die Sportteams beider Universitäten war er als Wettkampfschwimmer aktiv.
2019 gewann Epitropow erstmals die bulgarischen Meistertitel über 100 und 200 Meter Brust. Bei internationalen Meisterschaften schied er in den Jahren 2018 und 2019 jeweils im Vorlauf aus.
Wegen der COVID-19-Pandemie wurden die für 2020 geplanten internationalen Meisterschaften auf das Jahr 2021 verschoben. Im Mai 2021 wurden in Budapest die Europameisterschaften 2020 nachgeholt. Über 200 Meter Brust erreichte Epitropow das Halbfinale und schied dort mit der 13. Zeit aus. Im Juli bei den ebenfalls aus dem Vorjahr verschobenen Olympischen Spielen in Tokio nahm Epitropow zunächst an den Vorläufen über 100 Meter Brust teil. Er erreichte die 32. Zeit von 49 Teilnehmern. Über 200 Meter Brust kam er ins Halbfinale und wurde dort 15.
Im Juni 2022 bei den Weltmeisterschaften in Budapest schied Epitropow im Vorlauf über 100 Meter Brust und im Halbfinale über 200 Meter Brust aus. Im August bei den Europameisterschaften in Rom erreichte er sowohl über 100 Meter Brust als auch über 200 Meter Brust das Halbfinale. Als Neuntem über 200 Meter Brust fehlten ihm 0,36 Sekunden zum Weiterkommen.
2023 bei den Weltmeisterschaften in Fukuoka wurde Epitropow 15. im Halbfinale über 200 Meter Brust.
Im Februar 2024 bei den Weltmeisterschaften in Doha belegte er über 200 Meter Brust den elften Platz im Halbfinale. Drei Monate später bei den Europameisterschaften in Belgrad wurde er Achter über 100 Meter Brust. Über 200 Meter Brust schlugen der Schwede Erik Persson und Epitropow zeitgleich als Erste an und erhielten beide eine Goldmedaille, eine Dreiviertelsekunde zurück wurde der Pole Jan Kałusowski Dritter. Bei den Olympischen Spielen in Paris trat Epitropow nur über 200 Meter Brust an. Als Neuntschnellstem der Halbfinalläufe fehlten ihm 0,05 Sekunden für das Erreichen des Endlaufs.